# 곽정철
곽정철(郭正哲, 1986년 3월 14일 ~ )은 전 KBO 리그 KIA 타이거즈의 투수이자, 현 KBO 리그 kt 위즈의 재활군 코치이다.

## 선수 시절

### 아마추어 시절
광주제일고등학교 시절 최고 145km/h의 강속구 직구를 던져 프로 스카우트들의 관심을 모았다.

### KIA 타이거즈시절
2005년에 1차 지명을 받아 입단했다. 그러나 입단 후 잦은 부상과 무릎 수술 등으로 2006년까지는 활약이 없었다.
2007년 한화 이글스와의 시범 경기에서 처음 모습을 보였다. 2008년부터 본격적으로 1군 경기에 출전하기 시작했다. 주로 중간 계투로 등판하며, 가끔 선발로도 등판했다. 2008년 주전 포수였던 김상훈의 부상으로 인해 포수가 필요했던 팀이 SK 와이번스와의 트레이드 협상에서 그가 트레이드 대상으로 언급되기도 했다. 그러나 팀은 그가 팀의 미래라고 주장해 그 대신 김연훈과 전병두를 SK 와이번스에 트레이드하고 채종범, 김형철, 이성우를 영입했다.
2008년 9월 17일 히어로즈와의 경기에서 선발 등판해 7이닝 무실점으로 데뷔 첫 승을 기록했다. 2008년 시즌 15경기에 등판해 35.1이닝 1승 1패, 3점대 평균자책점을 기록했다.
2009년 4월 16일 롯데전에서 6이닝 2실점(1자책)으로 시즌 첫 승을 기록했다. 손영민, 유동훈과 필승조로 활동하며 팀의 한국시리즈 우승에 공을 세웠다.
2016년 4월, 2군에서 활동하다가 혈행 장애로 인해 2군 엔트리에서 빠졌다.
2018년 10월 19일에 방출됐다.

## 야구선수 은퇴 후
2019년부터 KIA 타이거즈의 2군 불펜코치로 활동했다.

## 통산 기록
| 연도 | 팀명  | 평균자책점 | 경기 | 완투 | 완봉 | 승 | 패 | 세 | 홀 | 이닝 | 피안타 | 피홈런 | 볼넷 | 사구 | 탈삼진 | 실점 | 자책점 |
| ---- | ----- | ---------- | ---- | ---- | ---- | -- | -- | -- | -- | ---- | ------ | ------ | ---- | ---- | ------ | ---- | ------ |
| 2007 | KIA   | 13.50      | 3    | 0    | 0    | 0  | 1  | 0  | 0  | 2    | 3      | 0      | 2    | 0    | 4      | 3    | 3      |
| 2008 | KIA   | 3.57       | 15   | 0    | 0    | 1  | 1  | 0  | 0  | 35.1 | 38     | 1      | 16   | 1    | 26     | 15   | 14     |
| 2009 | KIA   | 4.05       | 41   | 0    | 0    | 5  | 4  | 2  | 7  | 95.2 | 90     | 6      | 47   | 6    | 70     | 50   | 43     |
| 2010 | KIA   | 5.59       | 47   | 0    | 0    | 2  | 7  | 2  | 10 | 58   | 62     | 6      | 24   | 3    | 70     | 38   | 36     |
| 2011 | KIA   | 4.79       | 18   | 0    | 0    | 1  | 0  | 1  | 4  | 20.2 | 21     | 4      | 11   | 2    | 27     | 12   | 11     |
| 2016 | KIA   | 7.90       | 27   | 0    | 0    | 0  | 1  | 2  | 1  | 27.1 | 34     | 3      | 22   | 2    | 16     | 24   | 24     |
| 통산 | 6시즌 | 4.93       | 151  | 0    | 0    | 9  | 14 | 7  | 22 | 239  | 248    | 20     | 122  | 14   | 213    | 142  | 131    |